# Lake Wales, Florida
Lake Wales je grad u američkoj saveznoj državi Floridi, u okrugu Polk.

## Zemljopis
Lake Wales se nalazi u središnjem dijelu Floride, zapadno od jezera Kissimmee i istočno od Tampe.
Grad se prostire na 36.3 km² od čega je 34.6 km² kopneno područje, dok vodenih površina ima 1.7 km² što je 4,71% od ukupne površine.

## Povijest
Zemljišta oko sadašnjeg grad je 1879. anketirao Sidney Wailes Irving, koji je promijenio ime jezera, tada poznat kao Watts jezero, na jezeru Wailes.
Grad Lake Wales osnovan je u blizini jezera 1911. – 1912. godine, isplanirala ga je Lake Wales Land Company.

## Demografija
Po popisu stanovništva iz 2000. godine u grad je živjelo 10.194 stanovnika, 4.044 kućanstva i 2.563 obitelji s prebivalištem u gradu, dok je prosječna gustoća naseljenosti 280 stan./km2.
Prema rasnoj podjeli u gradu živi najviše bijelaca 59,49% od ukupnoga stanovništva, Afroamerikanaca ima 34,59, a azijata ima 0,51%. Procjenjuje se da je grad 2007. godine imao 12.071 stanovnika.

## Poznate osobe
- Amar'e Stoudemire, američki košarkaš

## Vanjske poveznice
- Službena stranica grada